# Hacienda Temozón

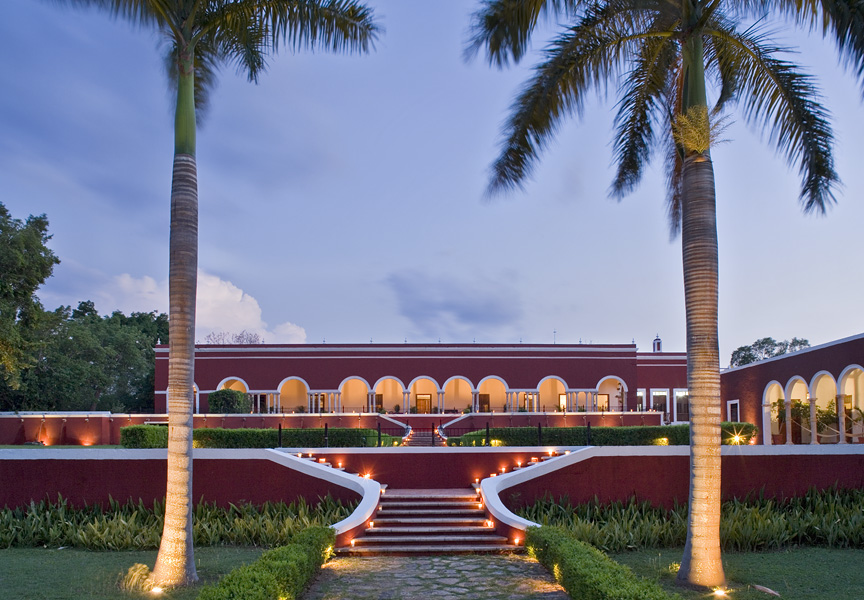
Fachada principal de la Hacienda de Temozón en Yucatán.

La hacienda Temozón, (Temozón:expresión maya que significa lugar del remolino) era, a principios del siglo XX, una de las haciendas más importantes de Yucatán.
Las haciendas en Yucatán fueron organizaciones agrarias que surgieron a finales del siglo XVII y en el siglo XVIII, a diferencia de lo que ocurrió en el resto de México y en casi toda la América hispana, en que estas fincas se establecieron casi inmediatamente después de la conquista y durante el siglo XVII. En Yucatán, por razones geográficas, ecológicas y económicas, particularmente la pésima calidad del suelo y la falta de agua para regar, tuvieron las haciendas una aparición tardía.
Una de las regiones de Yucatán en donde se establecieron primero haciendas maiceras y después henequeneras, fue la colindante y cercana con Mérida. A lo largo de los caminos principales como en el "camino real" entre Campeche y Mérida, también se ubicaron estas unidades productivas. Fue el caso de los latifundios de Yaxcopoil, Xtepén, Uayalceh, Temozón, Itzincab y San Antonio Sodzil, entre otros.
Ya en el siglo XIX, durante y después de la llamada Guerra de Castas, se establecieron las haciendas henequeneras en una escala más amplia en todo Yucatán, particularmente en la región centro norte, cuyas tierras tienen la vocación para el cultivo del henequén. 
En el caso de Temozón, al igual que la mayoría de las otras haciendas, dejaron de serlo, con peones para el cultivo de henequén, para convertirse en ejidos, es decir, en unidades colectivas autónomas, con derecho comunitario de propiedad de la tierra, a partir del año 1937, después de los decretos que establecieron la reforma agraria en Yucatán, promulgados por el presidente Lázaro Cárdenas del Río.

## Ubicación
El casco de la hacienda está ubicado en el municipio de Abalá, 4 km al noreste del pueblo de Abalá. Es vecina de otras haciendas en este mismo municipio, entre las que están San Pedro Ochil, Nuestra Señora de la Soledad Pebá y Uayalceh, y de las haciendas Yaxcopoil, Hacienta Xtepén, Poxilá en el vecino municipio de Umán. Dentro de la hacienda de Temozón se encontraban los anexos de Chenkeken y San Luis y varios cenotes en la parte sur occidental de su territorio.

## Historia

### Primeros tiempos
El primer registro de la hacienda data de 1655, cuando era su propietario don Diego de Mendoza, pariente de Francisco Montejo. Entonces era una estancia ganadera. Para la mitad del siglo XVII, había introducido el cultivo de maíz, primero, y luego, en pequeña escala, de tabaco, caña de azúcar, palo de tiente y henequén. En 1782 se registra una población de unas cincuenta personas. A pesar de haber sido una estancia ganadera desde el siglo XVII, Temozón surgió como hacienda relativamente tarde. 

### La hacienda durante la segunda mitad del XIX
La Guerra de Castas (1848) cambió el aspecto y la existencia de Temozón como unidad poblacional y económica. Se tiene noticia de que Dominga Lara, viuda de Don José Nicolás Lara, vendió la hacienda al señor José Rendón Peniche, declarado Benemérito del Estado por haber construido el primer ferrocarril de Yucatán. En 1873 este vendió la hacienda a Carlos Peón Machado, quien sería gobernador del estado de 1894 a 1897, y convertiría la hacienda, en los 48 años en que fue de su propiedad, en pieza clave de su extenso emporio.
Don Carlos Peón Machado concentró la actividad de la hacienda en la fibra de henequén, o soskil, como se llamó en aquel entonces el producto de este agave. La población aumentó con el flujo de campesinos mayas y la llegada de trabajadores yaquis y asiáticos. A principios de siglo la hacienda contaba con 640 residentes, lo que era poco usual en las haciendas de la época, 6,642 hectáreas, y el equipo industrial más potente de la región; en su territorio había, además del casco de la hacienda, cenotes, grutas y la rica flora y fauna de la región.

### La hacienda en elsigloXX
El 25 de abril de 1908 un gigantesco incendio devoró sus campos de henequén en lo que fue quizás el desastre de esta naturaleza más grave en el estado durante el Porfiriato, del que la hacienda nunca se repuso. 
No obstante, siguió siendo productiva hasta 1921 cuando, por decreto, el 50% de sus terrenos fueron devueltos a sus propietarios originales; posteriormente la industria del plástico sustituyó la mayoría de los enceres que se fabricaban con henequén. En 1937 la hacienda fue repartida de acuerdo con la Ley de Reforma Agraria. Para 1956 el presidente Ávila Camacho revocó esta última orden y la propiedad fue restituida a Humberto Peón Suárez, último dueño de la familia Peón, en 1956. Él la vendió, en 1973, a Adolfo Escobedo Batún, quien la heredó a Miguel Ángel Cervera. En 1987 la planta desfibradora de la hacienda cesó definitivamente su actividad.

### La hacienda en los albores delsigloXXI

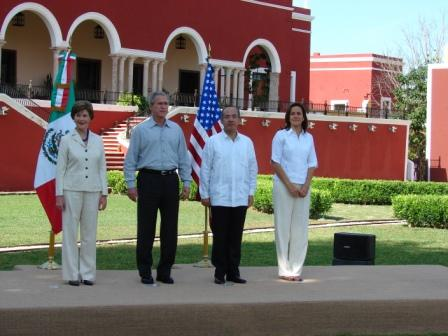
Reunión binacional presidentes George Bush, Felipe Calderón y sus respectivas esposas.

La hacienda, ejemplo representativo de las antiguas haciendas productoras de henequén, fue restaurada desde 1995 por el Arq. Luis Bosoms [cita requerida]. Actualmente convertida en hotel, abarca 37 hectáreas y ofrece a sus visitantes la espléndida atmósfera y el estilo de la vida de fines del siglo XIX y principios del XX, cuando alcanzó su mayor prosperidad. Todos los edificios fueron restaurados con las técnicas y los materiales de uso en aquella época, y pintados con pigmentos minerales rojos, amarillos y azules, iguales a los originales.
Algunos edificios conservan los pisos, las puertas y los marcos de las ventanas originales.

## Arquitectura
La arquitectura de Temozón en Yucatán es señorial, dadas sus magníficas proporciones; no obstante, la sobriedad de sus elementos arquitectónicos acentúa su elegancia en un asombroso equilibrio de riqueza y sencillez. 
El casco de la hacienda se debe casi en su totalidad a la obra de don Carlos Peón Machado. Su magnífica escala revela un peculiar modo de producción y la idiosincrasia de una clase social cuya prosperidad rebasó con mucho los parámetros de la época.
Destacan tres plazas que organizan tres conjuntos, donde la casa principal es central: enlaza el conjunto habitacional de los peones con la plaza mayor, que se vincula, a su vez, con la plaza central, de menor dimensión. A esta la enmarcan la propia casa principal, el equipamiento y el templo. La tercera plaza, área de trabajo propiamente dicha, se halla entre la casa de máquinas y la principal.
La casa principal, orientada de norte a sur, se desplanta en una amplia plataforma a la manera de los edificios prehispánicos de mayor jerarquía. Aunque esta fue práctica común en las haciendas de la época, en Temozón resulta singularmente imponente. 
El ala poniente se destinó a las áreas de servicio y equipamiento: casa del capataz, pagaduría, tienda de raya, caballerizas, talleres y escuela; cocina, lavadero y tendedero. En el ala oriente se privilegió el cuarto del patrón, habitación principal que da frente a la huerta. La casa, desarrollada en una planta longitudinal con dos corredores, uno frontal y otro trasero, contó con áreas sociales y privadas; recepción, biblioteca, sala de estar, comedor, recámaras, baños.
La casa de máquinas se modificó conforme al crecimiento de la producción; su imponente chimenea da cuenta de la fecha de conclusión, en 1898, aunque su equipo siguió modernizándose.
El templo se erige en el extremo noroeste del conjunto. La estación de tren contó con andén, bodegas y oficina.